# Anuta Ni'ia
Anuta Ni'ia es una Isla ubicada en la Provincia de Malaita, Islas Salomón.
El terreno de la isla es de 8 metros sobre el nivel del mar.
Las coordenadas de la isla son 9°19′60" S y 161°16′59″ E en DMS y/o -9.33333 y 161.283 en grados decimales.